# Abasolo (Nuevo León)
Abasolo é um município do estado de Nuevo León, no México.
Em 2005, o município possuía um total de 2.746 habitantes.